# Daniel von Woyna
Daniel Michael von Woyna (* 8. Dezember 1789 in Osterode (Ostpreußen); † 7. Januar 1862 in Breslau) war ein preußischer Generalmajor.

## Leben

### Herkunft
Daniel war ein Sohn des preußischen Kapitäns Michael von Woyna (1748–1810) und dessen Ehefrau Anna Dorothea, geborene Wagner (1755–1792). Sein Bruder Wilhelm (1784–1865) wurde ebenfalls preußischer Generalmajor.

### Militärkarriere
Woyna besuchte die Kadettenhäuser in Kulm und Berlin. Am 9. April 1803 trat er als Gefreitenkorporal in das Infanterieregiment „von Kalckreuth“ der Preußischen Armee ein und nahm als Fähnrich während des Vierten Koalitionskrieges an den Gefechten bei Halle, Lübeck und Tilsit teil.
Nach dem Kriege avancierte er Mitte Januar 1808 zum Sekondeleutnant und wurde dabei dem Schlesischen Reservebataillon aggregiert. Am 17. März 1809 wurde er dann dem 1. Schlesischen Infanterie-Regiment aggregiert und Mitte Juli 1809 einrangiert. Am 12. Juli 1813 erhielt Woyna die Führung des Jägerdetachements seines Regiments. Während der Befreiungskriege kämpfte er in den Schlachten bei Großgörschen, Bautzen, Dresden, Kulm, Leipzig sowie der Belagerung von Erfurt und dem Gefecht bei Janvillers. In der Zeit wurde er am 12. Februar 1814 zum Premierleutnant befördert.
Nach dem Krieg steig Woyna Anfang September 1817 zum Kapitän und Kompaniechef auf. Er avancierte bis April 1842 zum Oberstleutnant, wurde am 17. Oktober 1844 zunächst mit der Führung des 18. Infanterie-Regiments in Posen beauftragt und nach der Beförderung zum Oberst am 13. Januar 1846 zum Regimentskommandeur ernannt. Am 3. August 1848 stellte man Woyna mit Pension zur Disposition, bevor er am 16. September 1848 unter Verleihung des Charakters als Generalmajor seinen Abschied mit seiner bisherigen Pension erhielt. Er starb am 7. Januar 1862 in Breslau.
In seiner Beurteilung aus dem Jahr 1847 heißt es: „Sehr anständig, wohlwollend und tätig, ist er im Besitze des Vertrauens und der Achtung seiner Untergebenen zur Beförderung geeignet.“

### Familie
Woyna heiratete am 4. Oktober 1825 in Breslau Marie von Kalckreuth (1808–1888), eine Tochter des Hauptmanns im Berliner Invalidenhaus Karl von Kalckreuth (1772–1838). Aus der Ehe gingen die Tochter Hedwig (* 1834) und der Sohn Gustav (1838–1885) hervor.